# Vrbovka chlumní
Vrbovka chlumní (Epilobium collinum) je druh rostliny z pupalkovité (Onagraceae).

## Popis
Jedná se o vytrvalou rostlinu dosahující výšky nejčastěji 5–40 cm. Oddenky jsou poměrně krátké, po odkvětu se vytváří nezelené dužnaté turiony, které se později prodlužují a na světle zezelenají. Lodyha je většinou od báze celkem bohatě větvená větvená, oblá, krátce přitiskle kadeřavě chlupatá. Listy jsou vstřícné, jen nejhořejší střídavé. Čepele jsou nejčastěji vejčité až vejčitě eliptické, nasivěle zelené, dolní i načervenalé, asi 1–4 cm dlouhé a 0,5–1,5 cm široké, na každé straně s 7–15 zuby. Květy jsou uspořádány v květenstvích, vrcholových hroznech a vyrůstají z paždí listenu. Květy jsou čtyřčetné, kališní lístky jsou 4, nejčastěji 2,5–3 mm dlouhé. Korunní lístky jsou taky 4, jsou nejčastěji 3–6 mm dlouhé, na vrcholu hluboce vykrojené, bledě až nafialově růžové. Ve střední Evropě kvete nejčastěji v červnu až v srpnu. Tyčinek je 8 ve 2 kruzích. Semeník se skládá ze 4 plodolistů, je spodní, čnělka je přímá, blizna je čtyřlaločná. Plodem je dlouhá tobolka, je přitisle pýřitá, v obrysu čárkovitého tvaru, čtyřhranná a čtyřpouzdrá, otvírá se 4 chlopněmi, obsahuje mnoho semen. Hypanthia, tobolky a někdy i květenství nejsou žláznaté. Semena jsou cca 0,9–1,1 mm dlouhá, na vrcholu s chmýrem a osemení je hustě papilnaté. Počet chromozómů je 2n=36.

## Rozšíření ve světě
Vrbovka chlumní je rozšířena rozšířena ve střední až jižní Evropě, v širším okolí Alp a Karpat, roztroušeně až na Pyrenejském poloostrově, Balkáně, na Ukrajině a v evropském Rusku. Vyskytuje se i na Islandu, chybí však ve Velké Británii i severnější části střední Evropy. Dále se vyskytuje ve Skandinávii.

## Rozšíření v Česku
V ČR vyskytuje roztroušeně od nížin až do hor. Roste častěji na kyselém podkladě než na vápnitém, často na různých štěrkovitých místech, také v lomech, na suti, zídkách atd.